# Thomas Bläsi
Pour les articles homonymes, voir Blasi.
Thomas Bläsi, né le 17 avril 1971 à Bourges (originaire de Genève, binational franco-suisse), est une personnalité politique suisse, membre de l'Union démocratique du centre (UDC).
Il est député au Conseil national depuis fin mai 2023.

## Biographie
Thomas Bläsi naît le 17 avril 1971 à Bourges, en France. Il est originaire de Genève et possède également la nationalité française. Gaston de Bonneval,  résistant survivant du camp de concentration de Mauthausen et aide de camp du général de Gaulle après la guerre jusqu'en 1964, est son grand-père maternel.
Il fait ses études en Suisse et y exerce la profession de pharmacien.
Il est marié et vit à Genève.

## Parcours politique
Il est membre de l'Assemblée constituante de Genève de 2008 à 2012, puis député au Grand conseil du canton de Genève de 2013 à 2023. Il est l'un des auteurs, au sein du parlement genevois, d'un projet de loi au début 2023 visant à interdire « l’exhibition ou le port de symboles, d’emblèmes et de tout autre objet nazis ».
Il succède le 30 mai 2023 à Yves Nidegger au Conseil national, où il siège au sein de la Commission des institutions politiques (CIP). Initialement non réélu en 2023, il conserve son siège grâce au retrait de Charles Poncet.